# Dow Jones Industrial Average

Graf istoric logaritmic al DJIA din 1896 până în 2018

Dow Jones Industrial Average este unul dintre cei mai cunoscuți indici bursieri din lume. Indicele, calculat pentru prima oară pe 26 mai 1896, urmărește evoluția celor mai importante 30 de blue chip-uri (companii stabile, de dimensiuni mari, și profitabile) din Statele Unite. Indicele a fost creat de Charles Dow, co-fondator al Dow Jones & Company și editor al revistei The Wall Street Journal. Niciuna dintre unitățile industriale inițiale nu a rămas în index.
În timp ce DJIA este unul dintre cei mai vechi și mai populari indici de acțiuni, mulți profesioniști consideră că Dow Jones nu reflectă în mod adecvat piața bursieră din SUA în comparație cu indici de piață mai largi, cum ar fi S&P 500 sau indicele Russell 2000.
Cea mai mare scădere a indicelui a avut loc în Black Monday în 1987, când Dow Jones a pierdut 22,6%.

## Calcul și criterii de selecție
Indicele acoperă 30 cele mai mari companii din SUA. Definiția „industrial” nu este altceva decât un tribut adus istoriei: acum multe dintre aceste companii nu aparțin acestei industrii.
Inițial, indicele a fost calculat ca medie aritmetică a prețurilor acțiunilor companiilor acoperite. Acum, pentru calcul, suma prețurilor tuturor celor 30 de acțiuni este împărțită la coeficientul Dow Jones.. Începând cu 4 noiembrie 2021, coeficientul Dow Jones este de 0,15172752595384. Coeficientul se modifică când societatea-mamă suferă o împărțire a acțiunilor, astfel încât divizarea acțiunilor nu afectează valoarea indicelui.
Modificat de numeroase ori, indicele are actualmente următoarea compoziție:
- 3M
- Alcoa
- Altria Group
- American Express
- AIG
- Apple
- Boeing
- Caterpillar Inc.
- Citigroup
- The Coca-Cola Company
- DuPont
- ExxonMobil
- General Electric
- General Motors
- Hewlett-Packard
- Home Depot
- Honeywell
- Intel
- IBM
- Johnson & Johnson
- J. P. Morgan Chase
- McDonald's
- Merck & Co., Inc.
- Microsoft
- Pfizer
- Procter & Gamble
- United Technologies Corporation
- Verizon
- Wal-Mart
- Walt Disney

## Metode de investiție
Investiția în Dow Jones este posibilă prin fonduri indexate, precum și prin instrumente derivate, cum ar fi contractele de opțiuni și contractele futures.
Bursa de opțiuni din Chicago emite contracte de opțiuni pe Dow prin simbolul rădăcină DJX.
ETF, care repetă performanța indicelui, este emis de State Street Corporation.